# Havoc and Bright Lights
Albums de Alanis Morissette
Flavors of Entanglement
(2008) Such Pretty Forks in the Road
(2020)
Havoc and Bright Lights est le huitième album studio d'Alanis Morissette sorti en 2012.

## Production
En juin 2011, le producteur du septième album studio de Morissette Flavors of Entanglement, Guy Sigsworth, publia via Twitter qu'il était en train de travailler avec une « certaine dame canadienne surprenante ». Le 28 février, Morissette partage une vidéo tournée en mai 2011, d'elle enregistrant une chanson avec Sigsworth dans les coulisses. En mai 2011, Morissette partage une chanson intitulée Into a King à l'occasion de l'anniversaire de sa première année de son mariage, le titre est coécrit avec Sigsworth. Elle enregistra également le titre Magical Child pour la compilation Every Mother Counts. Morissette fait une apparition en novembre 2011 aux American Music Awards déclarant qu'elle a écrit 31 chansons et que 12 titres seront choisis pour l'album.
Le magazine Rolling Stone annonce que le nouvel album d'Alanis Morissette pourrait être publié en juin 2012, et partage les titres Havoc et Celebrity. Le magazine Billboard publie le 2 mai 2012 que le prochain album de Morissette paraîtrait le 28 août 2012 via le label Collective Sounds.

## Liste des titres
Toutes les paroles sont écrites par Alanis Morissette, toute la musique est composée par Alanis Morissette et Guy Sigsworth.
| No  | Titre             | Durée |
| --- | ----------------- | ----- |
| 1.  | Guardian          |       |
| 2.  | Woman Down        |       |
| 3.  | Til You           |       |
| 4.  | Celebrity         |       |
| 5.  | Empathy           |       |
| 6.  | Lens              |       |
| 7.  | Spiral            |       |
| 8.  | Numb              |       |
| 9.  | Havoc             |       |
| 10. | Win & Win         |       |
| 11. | Receive           |       |
| 12. | Edge of Evolution |       |

## Singles
- Le premier single Guardian est sorti le 15 mai 2012.
- La chanson Lens est disponible le 31 juillet 2012 sur les plates-formes de téléchargement soit moins d'un mois avant la sortie de l'album, un clip sort tardivement (le 13 mai 2013) pour illustrer le titre.
- Le second single est Receive, le clip de la chanson est sorti le 21 décembre 2012.
- En mai 2013 Alanis sort un clip pour la chanson Empathy.

## Personnel
- Alanis Morissette : Chant, chœurs
- Chris Helms : Guitare acoustique, Guitare électrique
- Mike Daly : Guitare acoustique
- Tim Pierce : Guitare acoustique, Guitare électrique
- David Levita : Guitare électrique
- Lyle Workman : Guitare électrique
- Paul Bushnell : Basse
- Sean Hurley : Basse
- Guy Sigsworth : Claviers, arrangements des percussions
- Jeff Babko : Claviers
- Joe Chiccarelli : Claviers, arrangements des percussions
- Lily Haydn : Violon
- Matt Chamberlain : Batterie
- Victor Indrizzo : Batterie, percussions
- David Campbell : Arrangements des bois

## Production
- Bill Mims, Chris Elms, Csaba Petocz, Geoff Neal, Morgan Stratton : Ingénieurs
- Chris Helms : Pro-Tools, Programmation
- Guy Sigsworth, Joe Chiccarelli : Production